# Ismael Álvarez
Ismael Álvarez Rodríguez (Dehesas, León, 13 de julio de 1950) es un expolítico español.
Licenciado en Derecho, fue concejal en Ponferrada entre 1991 y 2002, senador (1993-1996), alcalde de Ponferrada (1995-2002) y procurador en las Cortes de Castilla y León (1999-2002). En 2002 fue condenado por acoso sexual en el conocido como caso Nevenka.
Todos estos cargos los obtuvo en las listas del Partido Popular. En 2011 volvió a la carrera política como independiente, al frente de Independientes Agrupados de Ponferrada.

## Trayectoria política
Nació en Dehesas, localidad perteneciente al municipio de Ponferrada (provincia de León) el 13 de julio de 1950.
En el año 1991 se presenta como candidato a la Alcaldía de Ponferrada por el Partido Popular, obteniendo 9 concejales (el PSOE gana las elecciones con 11 concejales de un total de 25, aunque pierde la mayoría absoluta de la que gozaba hasta ese momento).
En las elecciones generales de 1993 fue elegido senador.
En las elecciones municipales de 1995, el Partido Popular de Ponferrada con Ismael Álvarez al frente, obtuvo la mayoría relativa, con 12 concejales. El apoyo de 3 concejales tránsfugas del PSOE hace que el partido Popular gobierne sin tener que llegar a un pacto postelectoral o acuerdo puntuales con otros partidos, gozando de una virtual mayoría absoluta (en España, los alcaldes no son elegidos directamente por los votantes sino entre los concejales).
Tras las elecciones municipales y autonómicas de 1999 fue elegido procurador de las Cortes de Castilla y León por la circunscripción electoral de León en la V legislatura y obtiene una amplia mayoría en las elecciones municipales de su municipio, Ponferrada, obteniendo 16 concejales.
En las elecciones municipales del 2011, su nueva formación, Independientes Agrupados de Ponferrada, obtuvo cinco concejales, rompiendo así la mayoría absoluta del PP encabezado por Carlos López Riesco.

### Acoso sexual
El 29 de mayo de 2002 Ismael Álvarez dimitió de los cargos de alcalde y procurador en las cortes autonómicas debido a su condena por acoso sexual en lo que se conoció como caso Nevenka.
El 26 de marzo de 2001 la concejala de su propio grupo Nevenka Fernández presentó una querella criminal contra él por acoso sexual, que terminó resolviendo el  Tribunal Superior de Justicia de Castilla y León el 30 de mayo de 2002, condenándole a una multa de nueve meses a razón de 24 € por cada día (es decir, 6.480 €) más una indemnización de 12.000 €.
En noviembre de 2003, el Tribunal Supremo rebajó la multa a 2.160 € al eliminar el agravante de abuso de superioridad, al considerar que no hay relación jerárquica entre un alcalde y una concejala. El recurso de amparo presentado por Ismael Álvarez ante el Tribunal Constitucional fue rechazado el 27 de enero de 2005.
El escritor Juan José Millás publicó en 2004 el libro Hay algo que no es como me dicen: El caso de Nevenka Fernández contra la realidad, en el que novelaba el caso y su efecto sobre Nevenka Fernández.

### Vuelta a la política
El 2 de septiembre de 2010 Ismael Álvarez anunció su intención de presentarse de nuevo a las elecciones municipales, decisión que confirma el 2 de febrero de 2011 anunciando que se presentará a las elecciones municipales pero solo por el municipio de Ponferrada. Su partido político Independientes Agrupados de Ponferrada IAP, logró cinco concejales y es llave en el gobierno de la ciudad.
En marzo de 2013, su partido, IAP, pactó con el PSOE de Ponferrada la presentación de una moción de censura que nombraría alcalde al socialista Samuel Folgueral. El día 8 de marzo, se aprobó la moción, y al día siguiente, tal y como había pactado con el PSOE, presentó su renuncia como concejal.